# Rue Suffren
La rue Suffren est une voie de Nantes, en France.

## Situation et accès
Située dans le centre-ville de Nantes, la  rue Suffren, qui relie les rues Rameau et Grétry à la rue Jean-Jacques-Rousseau, est bitumée et ouverte à la circulation automobile. Elle ne rencontre aucune autre voie.

## Origine du nom
Elle rend hommage au célèbre bailli Pierre André de Suffren.

## Historique
La voie est dénommée le 6 août 1816.